# 2093 (álbum)
«2093» es el cuarto álbum de estudio del rapero estadounidense Yeat, lanzado el 16 de febrero de 2024 a través de Capitol Records, Field Trip Recordings y Lyfestyle Corporation. El álbum presenta apariciones especiales de Lil Wayne y Future, mientras que la edición de deluxe P2 agrega otra aparición especial de Drake. Sirve como continuación de Aftërlyfe (2023).

## Fondo
Tras el lanzamiento de Aftërlyfe, Yeat lanzaría el sencillo «Bigger Then Everything», además de aparecer en la canción IDGAF de Drake en agosto y octubre de 2023, respectivamente.
Yeat describió además el tema de 2093 como una «sociedad distópica» y dijo que la gente no tendría idea de cómo iba a «sonar». Cuenta con animaciones futuristas y gira en torno a la historia de un «estado policial corporativo», inspirado en 1984 (1949). Las imágenes lo muestran en París, grabando con Donald Glover en un estudio de grabación, y un FaceTime entre él y Drake. También publicó un fragmento de una canción con Future. El 15 de febrero, el rapero anunció el álbum y compartió la lista de canciones en Instagram.
El 17 de febrero, justo un día después del lanzamiento original del álbum, Yeat lanzó 2093 (P2) con dos pistas adicionales. El 21 de febrero, Yeat lanzó 2093 (P3) con cuatro pistas adicionales, sin embargo, el álbum solo estuvo disponible para comprar como una copia digital en su sitio web oficial en un intento de aumentar sus ventas.

## Recepción crítica
2093 recibió críticas positivas de los críticos musicales. En Metacritic, que asigna una calificación normalizada de 100 a las reseñas de publicaciones profesionales, el álbum recibió una puntuación promedio de 62, basada en seis reseñas, lo que indica «críticas generalmente favorables».
Al reseñar el álbum para AllMusic, Paul Simpson escribió: «El ambicioso y experimental 2093 está lleno de letras sobre un estado policial corporativo, a veces entregadas en primera persona bajo la apariencia de un CEO malvado. Hay momentos de humor sutil, como cuando compra todo el planeta y luego lo vende aparentemente sin pensarlo dos veces. Aun así, suena bastante triste mientras se apodera del mundo, pareciendo lamentar su riqueza y poder en lugar de hacer alarde de ello».
En la reseña de Pitchfork, Alphonse Pierre afirmó: «Los proyectos más antiguos de Yeat te arrojaban a lo más profundo de sus flujos de magma y su construcción de mundos difusos y te pedían que lo entendieras o no. Un álbum tan seguro y familiar será genial para llenar salas de conciertos más grandes, pero solo hace que su identidad musical sea más nebulosa».
 En Slant Magazine, Paul Attard declaró que, «Yeat sigue siendo el mismo alienígena de mente única que era cuando hizo Aftërlyfe, y 2093 contiene números similares. La repetición es muy importante, y no solo en el sentido de decir la misma palabra una y otra vez, sino en canciones que, aunque ciertamente son vanguardistas en comparación con lo que hay por ahí, comienzan a difuminarse con el tiempo. Pero si bien eso impide que 2093 suene tan progresista como sugiere su título, Yeat finalmente está aprovechando un estilo que puede llamar suyo con confianza».

## Desempeño comercial
2093 debutó en el número dos en la lista Billboard 200 de EE. UU., ganando 70,000 unidades equivalentes a álbumes, incluidas 12,000 ventas puras, alrededor de 5,000 menos que el álbum número uno de la semana, Vultures 1 de Kanye West y Ty Dolla Sign. El álbum también acumuló un total de 79,15 millones de reproducciones bajo demanda de las canciones del álbum.

## Listado de canciones
| Lista de canciones de 2093 |                             |               |          |  |
| N.º                        | Título                      | Productor(es) | Duración |  |
| 1.                         | «Psycho CEO»                | Dulio         | 3:45     |  |
| 2.                         | «Power Trip»                | Yeat          | 4:24     |  |
| 3.                         | «Breathe»                   | Bart How      | 2:50     |  |
| 4.                         | «More»                      | Bugz Ronin    | 2:45     |  |
| 5.                         | «Bought the Earth»          | Kudo          | 2:58     |  |
| 6.                         | «Nothing Change»            | Yeat          | 3:57     |  |
| 7.                         | «U Should Know»             | Dulio         | 3:06     |  |
| 8.                         | «Lyfestyle» (con Lil Wayne) | Synthetic     | 3:56     |  |
| 9.                         | «ILUV»                      | Yeat          | 3:03     |  |
| 10.                        | «Tell Me»                   | Yeat          | 4:03     |  |
| 11.                        | «Shade»                     | Synthetic     | 4:02     |  |
| 12.                        | «Keep Pushin»               | Yeat          | 2:46     |  |
| 13.                        | «Riot & Set It Off»         | Yeat          | 2:38     |  |
| 14.                        | «Team CEO»                  | Outtatown     | 3:17     |  |
| 15.                        | «2093»                      | Yeat          | 2:24     |  |
| 16.                        | «Stand on It» (con Future)  | GeoGotBands   | 3:00     |  |
| 17.                        | «Familia»                   | Bnyx          | 2:34     |  |
| 18.                        | «Mr. Inbetweenit»           | Yeat          | 3:18     |  |
| 19.                        | «Psychocaine»               | Yeat          | 2:46     |  |
| 20.                        | «Run They Mouth»            | Yeat          | 3:26     |  |
| 21.                        | «If We Being Real»          | Synthetic     | 2:52     |  |
| 22.                        | «1093»                      | Yeat          | 2:36     |  |
| 70:29                      |                             |               |          |  |

| Lista de canciones adicionales de la edición de lujo de la Fase 2 |                                 |               |          |  |
| N.º                                                               | Título                          | Productor(es) | Duración |  |
| 7.                                                                | «As We Speak» (featuring Drake) | Yeat          | 4:01     |  |
| 13.                                                               | «Never Quit»                    | Yeat          | 3:00     |  |

| Lista de canciones adicionales de la edición deluxe de la fase 3 |                 |               |          |  |
| N.º                                                              | Título          | Productor(es) | Duración |  |
| 25.                                                              | «Time Passed»   | Synthetic     | 2:21     |  |
| 26.                                                              | «Oh My Pockets» | GeoGotBands   | 3:03     |  |
| 27.                                                              | «Sklub»         | Dreamawake    | 3:15     |  |
| 28.                                                              | «H.A.B»         | Dreamawake    | 2:26     |  |

Notas
- Algunos títulos de canciones que contienen la letra "e" tienen la letra reemplazada por "ë", con las excepciones de "Psycho CEO", "Power Trip", "Bought The Earth", "As We Speak", "Never Quit", "Keep Pushin", "Riot & Set It Off", "Team CEO" y "Mr. Inbetweenit". Por ejemplo, "Run They Mouth" se estiliza como "Run Thëy Mouth". Si uno de los títulos de las canciones afectadas contiene más de una "e", se reemplaza la última. Por ejemplo, "If We Being Real" se estiliza como "If We Being Rëal". Además, los títulos de las canciones que contienen la letra "e" como última letra tienen la letra reemplazada por "ë", con las excepciones de "Breathe" y "Shade". Por ejemplo, "More" se estiliza como "Morë".

- "Power Trip" contiene coros de Childish Gambino.[17]

- "Breathe" interpola el episodio de Regular Show "Slam Dunk".[18]

- "ILUV" samplea "Fleece" de Crystal Castles.

## Gráficos
| Gráfico (2024)                        | Lista posición |
| ------------------------------------- | -------------- |
| Australian Albums (ARIA)              | 49             |
| Australian Hip Hop/R&B Albums (ARIA)  | 12             |
| Austria (Ö3 Austria)                  | 4              |
| Bélgica (Ultratop flamenca)           | 65             |
| Bélgica (Ultratop valona)             | 56             |
| Canadian Albums (Billboard)           | 5              |
| Dinamarca (Hitlisten)                 | 23             |
| Países Bajos (Album Top 100)          | 18             |
| Finlandia (Suomen Virallinen Lista)   | 45             |
| Alemania (Offizielle Top 100)         | 23             |
| Hungría (MAHASZ)                      | 6              |
| Irlanda (OCC)                         | 23             |
| Italian Albums (FIMI)                 | 90             |
| Lithuanian Albums (AGATA)             | 5              |
| New Zealand Albums (RMNZ)             | 14             |
| Noruega (VG-lista)                    | 12             |
| Polonia (ZPAV)                        | 12             |
| Portugal (AFP)                        | 12             |
| Suiza (Schweizer Hitparade)           | 5              |
| Reino Unido (UK Albums Chart)         | 24             |
| Estados Unidos (Billboard 200)        | 2              |
| US Top R&B/Hip-Hop Albums (Billboard) | 2              |